# Недзу Дзінпаті
Джінпачі Незу (яп. 根津 甚八, Незу Джінпачі); 1 грудня 1947 — 29 грудня 2016) — відомий японський сейю і актор.

## Біографія
Працює в таких жанрах, як-от драма, трилер, бойовик. Усього озвучила більш ніж 44 стрічки, з 1974 року по 2004 рік.

## Озвучення фільмів
- Runin: Banished (2004)
- Голова Дракона (2003)
- Людина в білому (2003)
- Легенди Кумамото (2001)
- Червона тінь (2001)
- Senrigan (2000)
- Шкільний день мерців (2000)
- Повітряні кульки (відео, 2000)
- Замок сови (1999)
- Зачарований (1999)
- Nobody (1999)
- Tadon to chikuwa (1998)
- Любовне послання (1998)
- Чорний ангел (1997)
- Fukigen na kajitsu (1997)
- Natsu jikan no otonatachi (1997)
- Gennsou Andalusia (1996)
- Sayonara Nippon! (1995)
- Гонін (1995)
- Сама у ночі (1994)
- Tenshi no harawata: Akai senkô (1994)
- Оголена ніч (1993)
- Поліція майбутнього: Повстання (1993)
- «Орхідеї під місяцем» (відео, 1991)
- Tasumania monogatari (1990)
- Готель Раффлз (1989)
- 226 (1989)
- Nikutai no mon (1988)
- Kono aino monogatari (1987)
- Токійський бордель (1987)
- Дівчина Боббі (1985)
- Яйце Янгола (1985)
- Ран (1985)
- Добре, друже мій (1983)
- Konoko no nanatsu no oiwai ni (1982)
- Прощавай земля (1982)
- «Станція» (1981)
- Кагемуся: Тінь воїна (1980)
- Sono go no jingi naki tatakai (1979)
- Genkai-nada (1976)
- Nureta sai no me (1974)

## Озвучення серіалів
- Anata no naka de ikiru: CG seinen no kodoku to ai (ТВ, 1995)
- Taiheiki (серіал, 1991)
- Yonimo kimyô na monogatari (серіал, 1990—1992)